# Daiki Suga
Daiki Suga (菅 大輝 Suga Daiki?), född 10 september 1998 i Hokkaido prefektur, är en japansk fotbollsspelare.
I juni 2019 blev han uttagen i Japans trupp till Copa América 2019.